# Trụ sở Bộ Ngoại giao Việt Nam

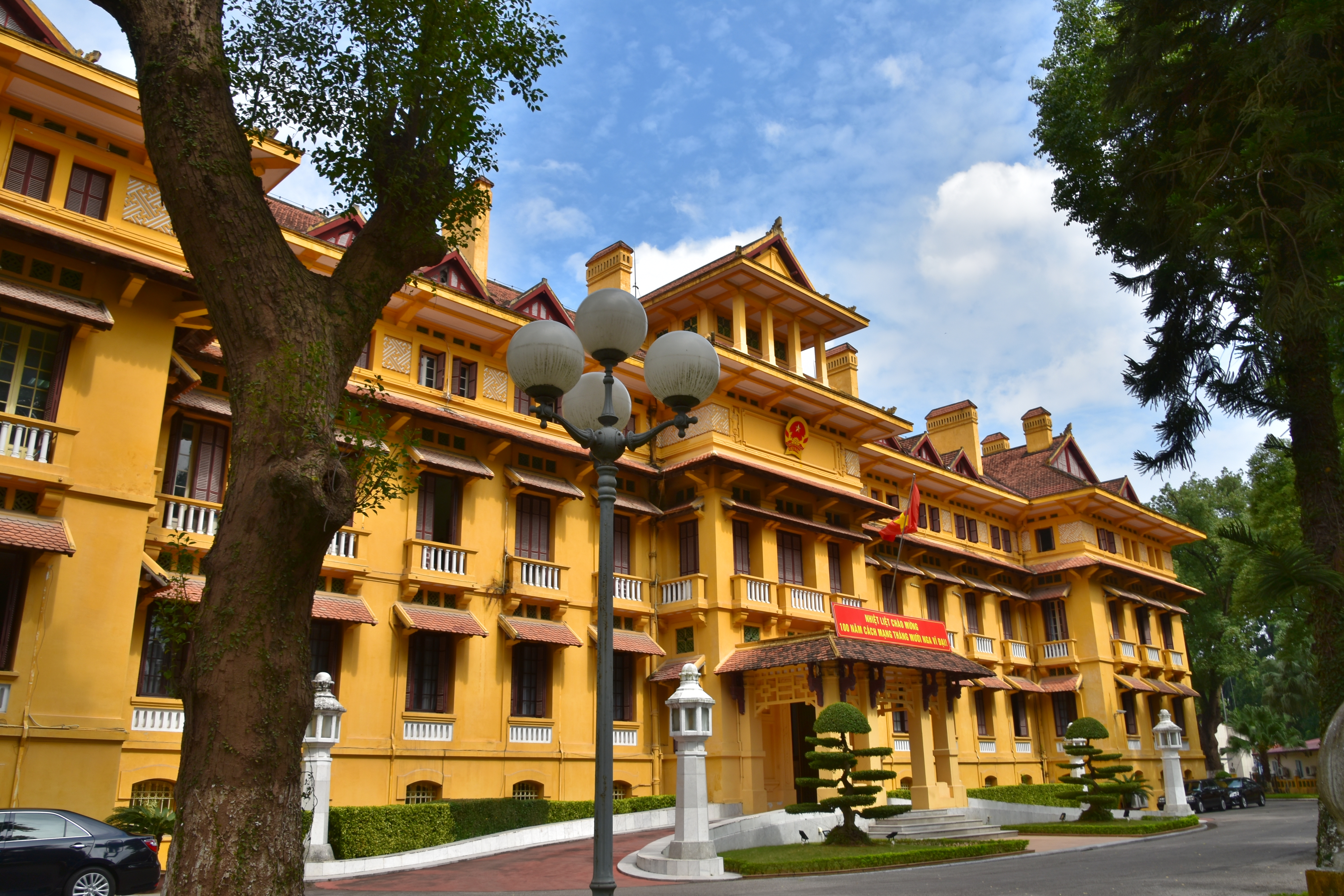
Một góc trụ sở Bộ Ngoại giao

Trụ sở Bộ Ngoại giao Việt Nam là tòa nhà tại địa chỉ số 1 Tôn Thất Đàm, quận Ba Đình, thành phố Hà Nội.
Mặc dù được xây dựng vào thời Pháp thuộc nhưng tòa nhà này lại có kiến trúc phương Đông với hệ mái ngói nhiều lớp kiểu, đặc biệt là mái lớn ở khối trung tâm mặt đứng chính cùng với lớp mái phân tầng, che cửa sổ và mái tiền sảnh. Do có kiến trúc độc đáo với nhiều mái nên công trình này còn được gọi là "tòa nhà trăm mái".
Tòa nhà do kiến trúc sư người Pháp Ernest Hébrard thiết kế năm 1924, khởi công xây dựng năm 1925 và hoàn thành năm 1928 theo Đồ án Quy hoạch chi tiết khu trung tâm hành chính, chính trị Đông Dương. Ban đầu, đây là trụ sở của Sở Tài chính Đông Dương. Ngày 3 tháng 10 năm 1945, tòa nhà được Chủ tịch Hồ Chí Minh giao làm trụ sở của Bộ Ngoại giao cho đến nay.
Công trình được xếp hạng di tích kiến trúc nghệ thuật quốc gia vào tháng 8 năm 2016.

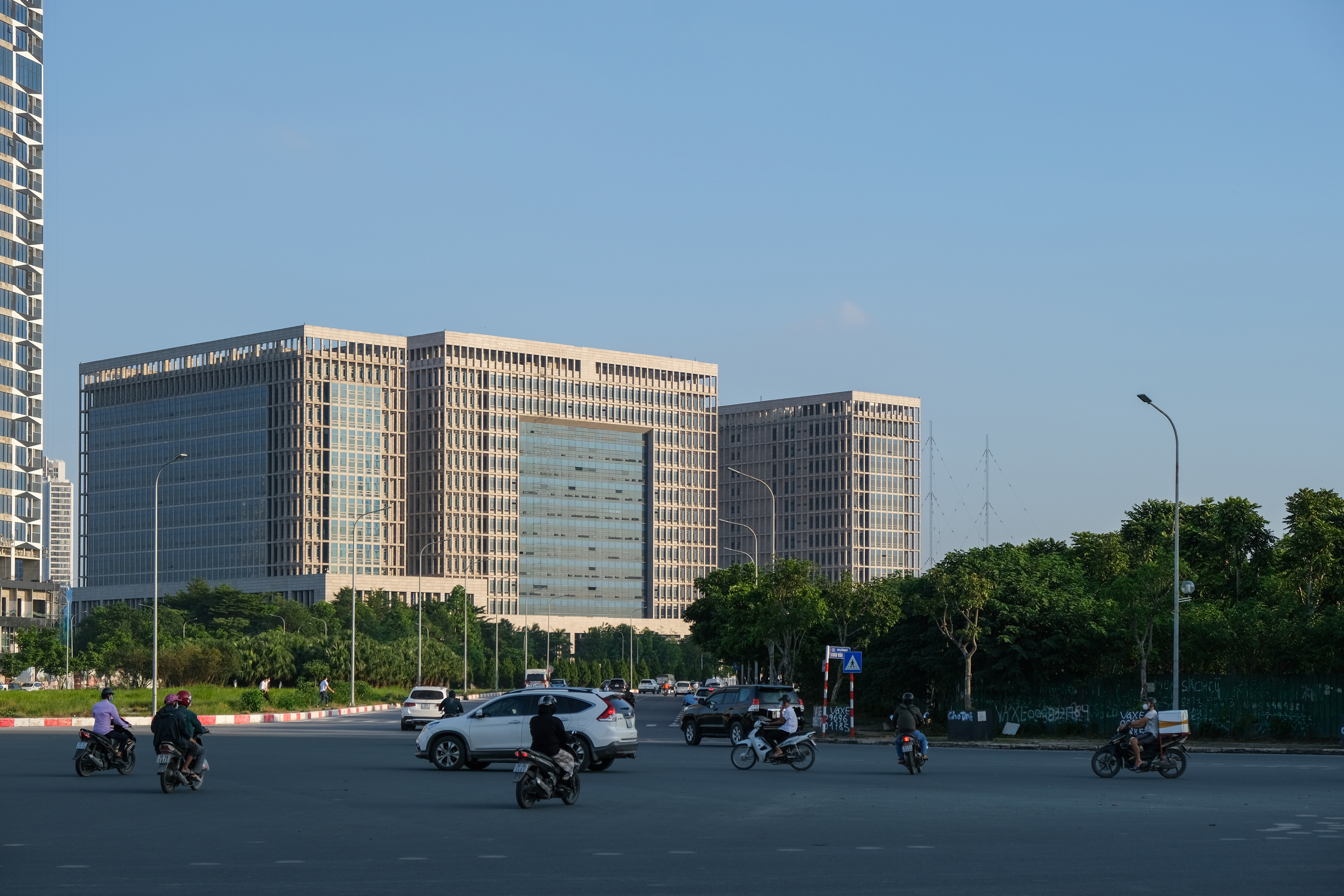
Nhà làm việc Bộ Ngoại giao

Hiện nay, nơi làm việc chính của Bộ Ngoại giao là Nhà làm việc Bộ Ngoại giao nằm tại số 2, đường Lê Quang Đạo, phường Mễ Trì, quận Nam Từ Liêm, Hà Nội. 